# لور کیلینگ
لور کیلینگ (فرانسوی: Laure Killing‎؛ ‏ ۱۲ ژانویهٔ ۱۹۵۹ – ۱۸ نوامبر ۲۰۱۹) بازیگر اهل فرانسه بود.
از فیلم‌ها یا برنامه‌های تلویزیونی که وی در آنها نقش داشته‌است می‌توان به موج نو، شب‌های من و تدی خرسه اشاره کرد.